# 6th Airborne Division
La 6th Airborne Division (6ª divisione aviotrasportata) era una divisione dell'Esercito britannico nella Seconda guerra mondiale. Ha partecipato anche all'Operazione Overlord.

## Storia
La 6ª Divisione Aviotrasportata britannica durante lo sbarco in Normandia nella notte del 6 giugno 1944 venne paracadutata o sbarcata tramite alianti ad est del fiume Orne per proteggere il fianco sinistro della forza di sbarco, e fu la prima ad entrare in azione, dieci minuti dopo la mezzanotte. I suoi obiettivi erano il Ponte Pegasus e altri ponti dei fiumi sul fianco est della zona di atterraggio, ed anche una batteria di cannoni a Merville (vedi Operazione Tonga). I cannoni vennero distrutti, e i ponti vennero catturati e tenuti fino a quando i commando li rilevarono alla fine del 6 giugno.

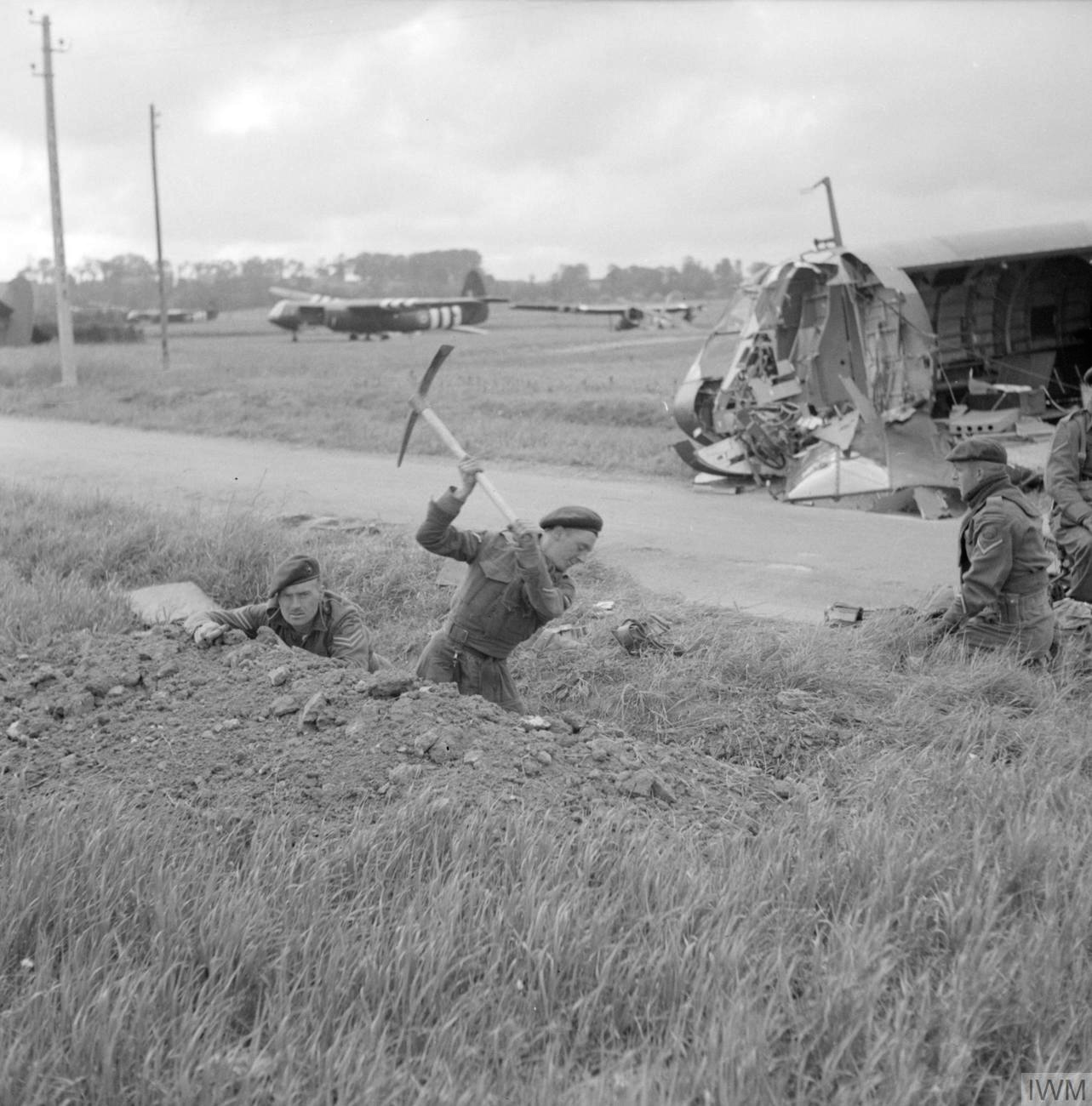
Commando della 1ª brigata Servizi Speciali si trincerano vicino alle posizioni della 6ª divisione in Normandia

Durante l'operazione Varsity, parte della più ampia operazione Plunder, la divisione cooperò con la 17ª divisione aviotrasportata statunitense; L'operazione prevedeva che le due divisioni venissero lanciate con i paracadute e gli alianti dietro le linee tedesche nei pressi di Wesel, con l'obiettivo primario di prendere il controllo del territorio e di distruggere le difese nemiche per aiutare l'avanzata delle forze terrestri alleate. La 6ª divisione aveva il compito di catturare le città di Schnappenberg e Hamminkeln, oltre a ripulire parte della foresta di Diersfordter Wald dalle forze nemiche e mettere in sicurezza tre ponti sul fiume Ijssel.
La prima unità aviotrasportata britannica ad atterrare fu la 13ª brigata paracadutisti comandata dal brigadiere James Hill. La formazione giunse circa 9 minuti prima del previsto, ma sbarcò correttamente nella zona di atterraggio A, affrontando una resistenza costituita da armi antiaeree da 20 mm e da piccole armi da fuoco. La brigata subì diverse perdite nell'ingaggio delle forze tedesche nella foresta di Diersfordter Wald, ma alle 11:00 la zona di atterraggio era quasi completamente messa in sicurezza. La città di Schnappenberg venne catturata dal 9º battaglione assieme al 1º battaglione paracadutisti canadese, che aveva perso il suo ufficiale in comando pochi istanti dopo l'atterraggio. Nonostante le perdite, la brigata liberò la zona dalle forze ostili e alle 13:45 Hill comunicò che erano stati raggiunti tutti gli obiettivi.
La successiva unità aviotrasportata britannica ad atterrare fu la 5ª brigata paracadutisti, comandata dal brigadiere Nigel Poett. Essa atterrò nel punto di atterraggio B, anche non precisamente a causa della scarsa visibilità presente nell'area, che rese inoltre difficile alle unità il raduno. Il punto di atterraggio venne colpito da fuoco pesante dalle truppe tedesche che presidiavano la zona, costituito anche da fuoco d'artiglieria e di mortai. Il 7º battaglione tuttavia riuscì a mettere in sicurezza il punto di atterraggio dalle truppe tedesche, che spesso erano posizionate in fattorie e case. Il 12º e il 13º battaglione raggiunsero il resto degli obiettivi. La brigata ricevette ordini di spostarsi ad est e liberare l'area nei pressi di Schnappenberg, contrastando le forze nemiche che si erano radunate ad ovest di un casale scelto come quartier generale della 6ª divisione. Alle 15:30 Poett comunicò che la brigata aveva raggiunto tutti gli obiettivi e si era ricongiunta con le altre unità aviotrasportate.
La terza unità che formava la 6ª divisione era la 6ª brigata aviotrasportata, al comando del brigadiere R. H. Bellamy. Essa aveva il compito di atterrare in piccoli gruppi, costituiti da singole compagnie e catturare vari obiettivi, tra cui la città di Hamminkeln. Gli alianti usati per il trasporto della brigata atterrarono nei punti P, O, U ed R sotto un consistente fuoco antiaereo nemico. L'atterraggio venne reso ancora più difficile dal fumo e dalla foschia. Molti piloti di alianti non furono in grado di identificare le zone di atterraggio e persero la direzione, giungendo in zone sbagliate o schiantandosi. Tuttavia, la maggior parte degli alianti riuscirono a giungere nel punto previsto, permettendo ai battaglioni della brigata di catturare tre ponti intatti sul fiume Ijssel e occupare la città di Hamminkeln con l'aiuto del 513º reggimento fanteria paracadutista statunitense, che era stato per errore lanciato nei pressi della città. La brigata mise in sicurezza tutti gli obiettivi previsti poco dopo la cattura di Hamminkeln.

## Videogiochi
Una rappresentazione videoludica della 6th Airborne Division è presente in Steel Division: Normandy 44.